# Kunzea jucunda
Kunzea jucunda là một loài thực vật có hoa trong Họ Đào kim nương. Loài này được Diels & E.Pritz. mô tả khoa học đầu tiên năm 1904.